# Armeniska apostoliska kyrkan
Armeniska apostoliska kyrkan (armeniska: Հայաստանեայց Առաքելական Եկեղեցի/Hajastaneajts Arakelakan Jekeghetsi) eller Armeniska kyrkan, är en orientalisk ortodox kristen kyrka som i Armenien har en dominerande ställning. Den är även den vanligaste trosinriktningen bland armenier i den armeniska diasporan.

## Historia
De första församlingarna i Armenien sägs ha grundats under det första århundradet, och därför kallar sig den armeniska kyrkan för apostolisk. Karekin II är sedan 1999 katholikos av den heliga stolen av Sankt Etjmiadzin och alla armenier, och Aram I katholikos av Kilikien, kyrkans näst högsta företrädare.
Armenien var ett av de första länderna som nåddes av kristendomen. År 287 övergick kung Tirdat till kristendomen och därmed blev Armenien det första landet att anta kristendomen som statsreligion. Han förklarade att kristendomen fick utövas fritt i Armenien. Tillsammans med Gregorios Upplysaren, ett helgon som påstås ha medverkat till att kungen blev botad från en sjukdom, lät han år 303 bygga den första armeniska kyrkan, heliga Etjmiadzin (armeniska för "platsen för den enföddes nedkomst"), vilken färdigställdes 305. Dessförinnan hade Armenien hunnit bli den första stat som antog kristendomen som statsreligion (301). Enligt traditionen grundades den armeniska kyrkan av två apostlar:
- Judas Taddaios (uppehöll sig i Armenien under perioden 35–66)
- Bartolomaios (var i Armenien under perioden 60–68).

Genom insatser från katholikos Isak den store under början av 400-talet, blev armeniska det liturgiska språket. Den traditionella Bibeln bygger på en översättning av Peshitta, eftersom syriska var det liturgiska språket före Isaks tid.

## I Sverige
Den armeniska apostoliska kyrkan i Sverige har flera kyrkoråd och präster på olika ställen där det finns armenier i Sverige.

## Bilder

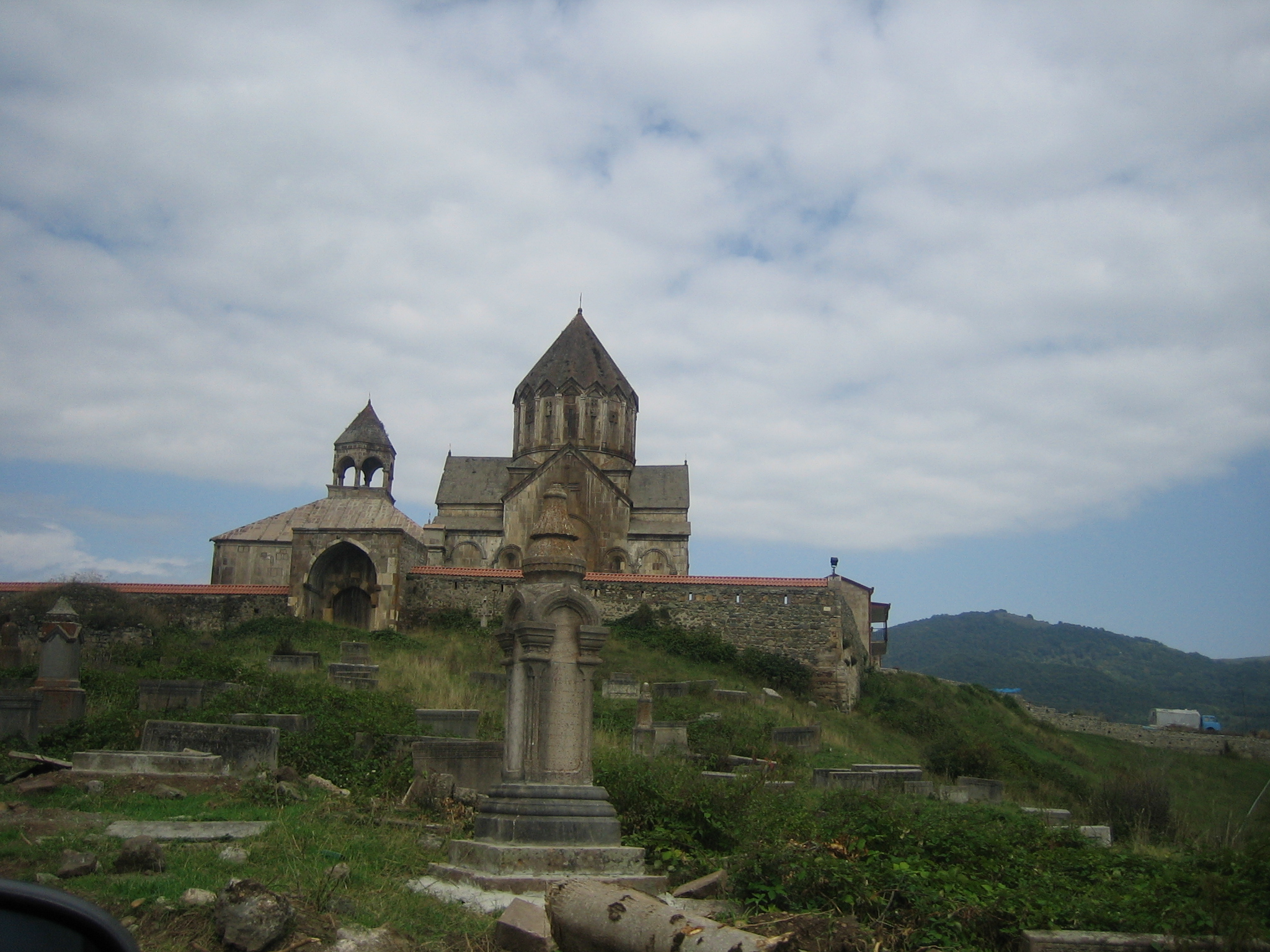
Armeniskt kloster i Gandzasar i Nagorno-Karabach. En symbol för det mycket tidigt kristna Armenien.
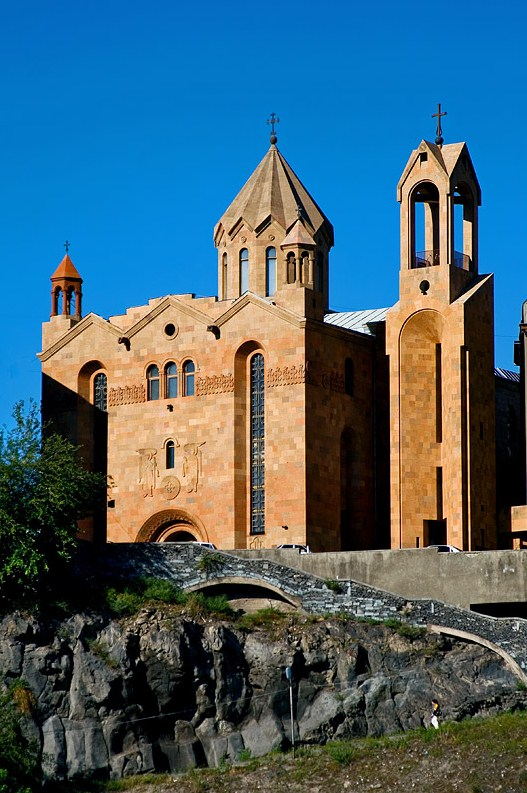
Sankt Sarkiskatedralen i Jerevan, Armenien.
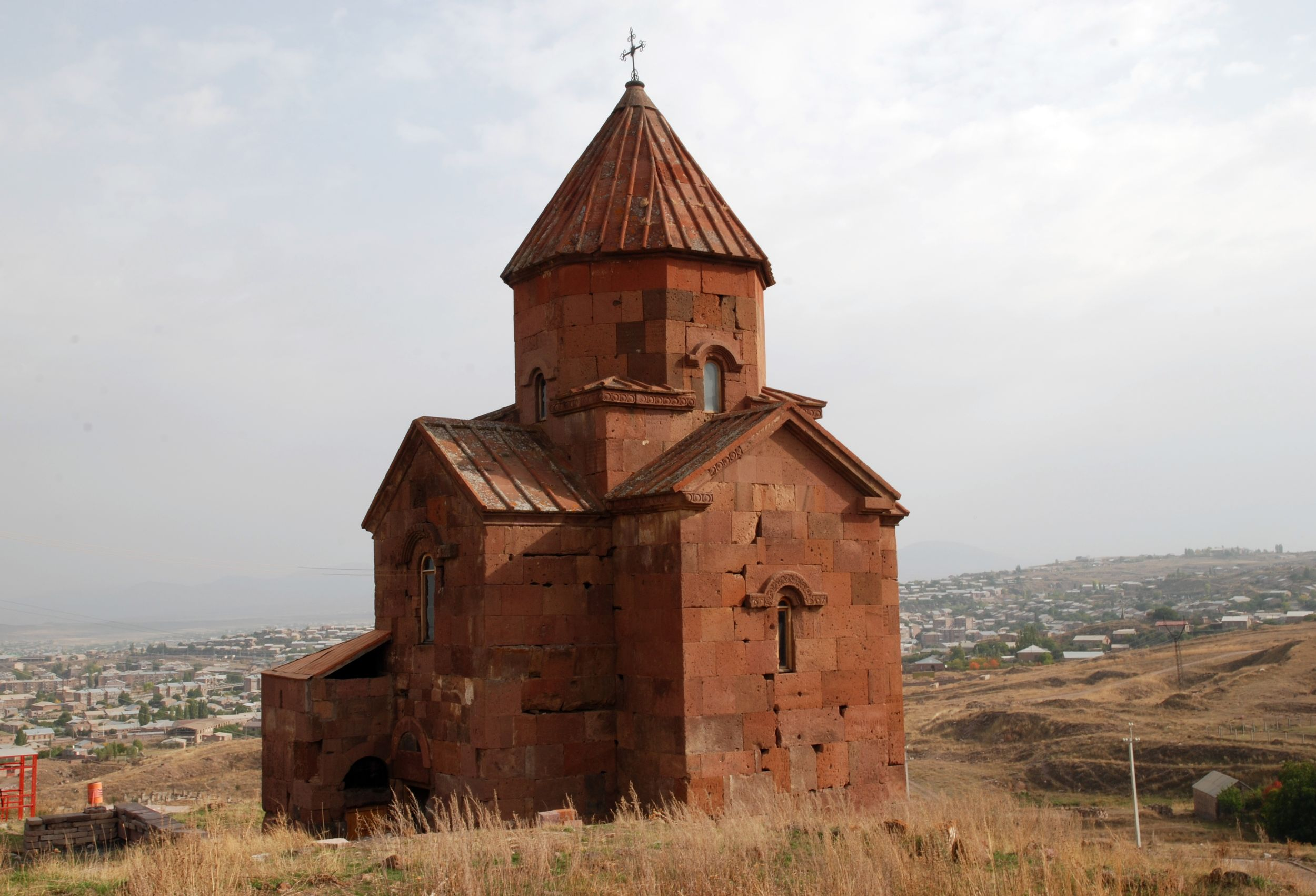
Lmbatavank i Artik, Armenien.
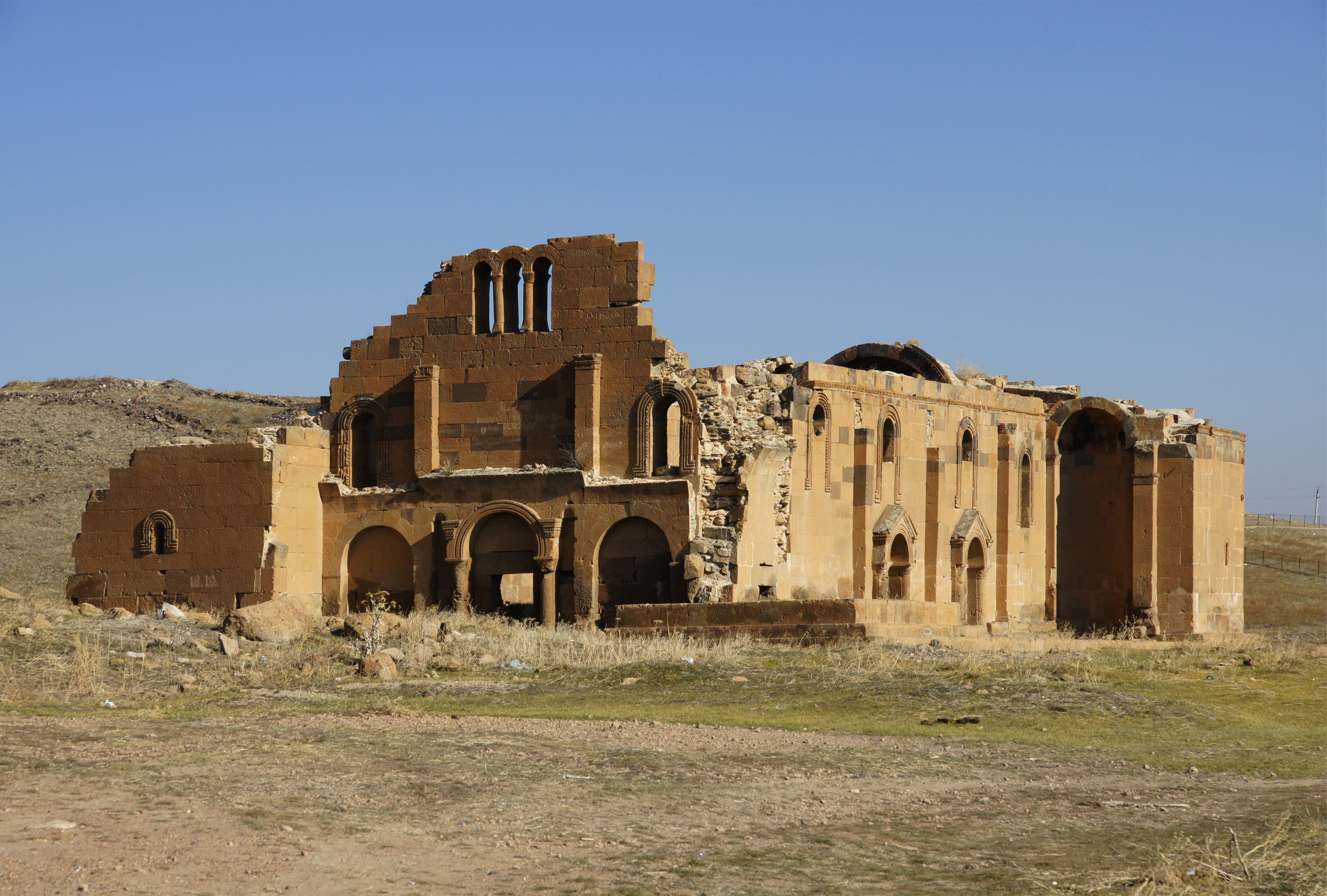
Jererouks basilika i Anipemza, Armenien.